# Divernon
Le village de Divernon est situé dans le comté de Sangamon, dans l’État de l’Illinois, aux États-Unis. Sa population s’élevait à 1 172 habitants lors du recensement de 2010, estimée à 1 144 habitants en 2016.